# David Fagen
David Fagen o David Fagin (Tampa, Estados Unidos, 1875-fecha de fallecimiento desconocida) fue un soldado afroamericano que desertó durante la guerra filipino-estadounidense. Alcanzó el rango de capitán en el ejército revolucionario filipino.

## Servicio
Originario de Tampa, Florida, Fagen sirvió en el 24º Regimiento del ejército estadounidense, pero el 17 de noviembre de 1899 desertó al ejército filipino. Se convirtió en líder guerrillero.
Su deserción fue probablemente una respuesta al trato racista que recibían los soldados afroamericanos en las fuerzas armadas estadounidenses de la época, así como a los sentimientos racistas expresados hacia la resistencia filipina, a la que los soldados estadounidenses se referían con frecuencia como "niggers" y "gugus".
Después de que otros dos desertores negros fueran capturados y ejecutados, el presidente Theodore Roosevelt anunció que dejaría de ejecutar a los desertores capturados.

## Presunta muerte
Al terminar la guerra, Estados Unidos concedió amnistías a la mayoría de sus oponentes. Se ofreció una sustanciosa recompensa por Fagen, considerado un traidor. Hay dos versiones contradictorias sobre su destino: una es que suya era la cabeza parcialmente descompuesta por la que se pedía la recompensa, y la otra es que se casó con una lugareña y vivió tranquilamente en las montañas.

## Cultura popular
David fue interpretado en la película indie de 2013, David F., por el actor de teatro estadounidense Quester Hannah.